# Хорст, П. Хорст
Хорст Пауль Альберт Борман, более известный Хорст П. Хорст (англ. и нем. Horst Paul Albert Bohrmann; 14 августа 1906, Вайсенфельс, Германская империя — 18 ноября 1999, Палм-Бич-Гарденс (Флорида), США) — германо-американский фотограф моды и портретист, один из фотографов журнала Vogue.

## Биография

### Детство и юность
Хорст П. Хорст, урождённый Хорст Пауль Альберт Борман, родился в городе Вайсенфельс, Германская империя, 14 августа 1906 года в семье Клары Щёнбродт (нем. Klara Schönbrod) и преуспевающего предпринимателя Макса Бормана (нем. Max Bohrmann) и был вторым ребёнком в семье. В юношестве, в доме своей тёти, Хорст познакомился с танцором Эваном Видманом, что определило его дальнейший интерес к авангардному искусству. В конце 1920-х годов Хорст изучает мебельное дело в гамбургской школе прикладного искусства Kunstgewerbeschule, а затем уезжает в Париж, чтобы обучаться архитектуре у знаменитого конструктивиста мастера Ле Корбюзье.
Будучи во Франции, Хорст знакомится со многими творческими личностями и посещает большое число различных галерей. В 1930 году он знакомится с фотографом журнала Vogue бароном Георгием Гойнинген-Гюне, полубалтийским-полуамериканским дворянином, и вскоре становится его ассистентом, моделью и, по слухам, любовником. В год знакомства они всю зиму путешествуют вместе по Англии. Во время поездки пара друзей посещает другого фотографа — Сесила Битона, который работает на британское издание Vogue, где Хорст и узнаёт о данном журнале моды.

### Карьера
В 1931 году Хорст присоединяется к команде Vogue, и его первая работа публикуется на страницах декабрьского номера французской версии журнала. Это была рекламная фотография на целую страницу, на которой изображалась модель, одетая в чёрное бархатное платье, изящно разливающая по флаконам духи Klytia.
Первая выставка молодого фотографа проходит в парижской галерее «La Plume d’or» в 1932 году и получает весьма восторженный отзыв от журналистки The New Yorker Джанет Фленнер, благодаря чему становится известным. В том же году Хорст делает портрет Бетт Дейвис, который является первым в серии портретов знаменитостей (эту серию Хорст будет вести на протяжении всей своей жизни). В течение следующих двух лет он фотографирует Ноэла Кауарда, Ивонн Принтемпс, графа Лукино Висконти ди Модроне, герцога Фулько ди Вердура, барона Николя де Гинзбурга, принцессу Наталью Павловну Палей, Дэйзи Феллоуз, принцессу Марину Греческую и Датскую, Коула Портера, Эльзу Скиапарелли и многих других.
Крупнейшее журнальное издательство Conde Nast Publications приглашает фотографа в Нью-Йорк. Здесь состоится его знакомство с представителями высшего света и голливудской элитой. В 1936 году Хорст создаёт один из своих знаменитейших «модных» этюдов — «Белый Рукав» и снимает Лизу Фонсагривс, которая надолго станет его любимой моделью. В 1937 году Хорст окончательно переезжает в Нью-Йорк. В это же время он впервые встречает Коко Шанель, которая оставляет в нём неизгладимое впечатление. Хорст фотографировал для неё показы моды на протяжении трёх десятилетий.
В 1938 году Хорст знакомится с британским дипломатом Валентином Лоуфордом (англ. Valentine Lawford), с которым в дальнейшем создаст семейную пару и будет жить вплоть до самой смерти последнего в 1991 году. Вместе они усыновят и воспитают сына, Ричарда Джей Хорста (англ. Richard J. Horst).
В 1941 году Хорст принимает американское гражданство, официально изменив своё имя на Хорст П. Хорст. В 1942 году он проходит медицинскую комиссию, и в июле 1943 года присоединяется к рядам американской армии. Во время Второй Мировой войны Хорст работает военным фотографом в армейском журнале «Belvoir Castle», однако не забывая о модной фотографии и портретной съёмке.
В 1945 году Хорст фотографирует президента Соединённых Штатов Америки Гарри Трумэна, который впоследствии станет его настоящим другом. В послевоенный период Хорст делал портреты каждой новой Первой леди страны. В 1947 году фотограф покупает дом в Ойстер-Бэй, Нью-Йорк. Решив самостоятельно заняться дизайном, он покрывает стены дома белой штукатуркой на манер построек, которые видел в Тунисе, в то время когда ещё имел отношения с Гойнингеном-Гюне.

### Поздние годы
В 60-х годах, по совету редактора Vogue Дианы Вриланд Хорст начинает снимать серию, иллюстрирующую жизнь представителей высшего общества: Консуэлы Вандербильт, Мареллы Аньелли, Глории Гиннес, баронессы Полины де Ротшильд и барона Филиппа де Ротшильда, принцессы Елены Греческой и Датской, принцессы Татьяны Сайн-Витгенштейн-Берлебург, Ли Радзивилл, герцога и герцогини Виндзорских, Сай Твомбли, Жаклин Кеннеди, Перегрина Элиота, Оскара де ла Рента, Энди Уорхола, Ива Сен-Лорана, Дорис Дьюк, Эмилио Пуччи, Аманды Бурден, Паломы Пикассо и многих других. Статьи к этим портретам пишет друг Хорста Валентин Лоуфорд, английский дипломат. Начиная с этого времени фотограф много времени уделяет путешествиям.
В середине 70-х Хорст начинает работать на журнал «House & Garden», сохраняя при этом место фотографа в Vogue. Он работает в Европе и Америке, снимая знаменитостей и интерьеры их домов. 70-е — 80-е года проходят для Хорста под знаком Vogue и Vanity Fair. Его фотовыставки устраиваются в престижнейших залах по всему миру, а авторские альбомы пользуются стабильным коммерческим успехом. В 1984 году в США увидела свет первая биография модного фотографа под названием «Хорст. Его работа и его мир», написанная Валентином Лоуфордом. А через 4 года выходит документальный фильм — «Хорст». Конец 80-х — время официального признания роли Хорста в истории фотографии и моды.
Последней фотографией для британского журнала Vogue стал портрет 1991 года принцессы Марии Кристины фон Рейбниц.
В 1992 году зрение Хорста резко ухудшается. 18 ноября 1999 года легендарный фотограф скончался в своём доме в Палм-Бич-Гарденс. На тот момент ему было 93 года.

## Характеристика работ
Широкой общественности Хорст стал известен, прежде всего, благодаря своим модным работам, а также многочисленным женским снимкам. Однако помимо этого он создавал фотографии интерьеров, натюрмортов и природы.
Хорст на 100 % студийный фотограф. Его стиль — внимание к деталям положения тела модели, использование драматического освещения и различного реквизита. В стилистике Хорста заметно прослеживается увлечение сюрреализмом и греческими канонами физической красоты тела. Модели на его работах часто ассоциируются с античными изваяниями: Хорст даже заставлял девушек ходить в Лувр, чтоб они проникались там пластикой и изящной грациозностью. Как считал фотограф, главная техническая проблема, которую приходится преодолевать его коллегам, — это зажатость модели; с остальным всегда можно с лёгкостью справиться. Особое внимание Хорст уделял освещению: при этом он сам разработал новаторский для своего времени способ создания светового рисунка, который придавал снимку трёхмерность и особый драматический эффект. Источники света он располагал вверху по диагонали, создавая световой рисунок, плотно обтекающий модель. Благородство и изящество линий в его работах выдают осведомлённость Хорста в вопросах теории и практики искусства.
В студийной съёмке Хорст предпочитал использовать искусственное освещение, которое позволяло ему играть с тенью по своему усмотрению. В течение всей своей жизни Хорст практически никогда не использовал фильтров. Большинство его фотографий сняты на черно-белую плёнку, а если он и делал когда-нибудь цветные фото, то все они отличались особой монохромностью. В основном цвет можно встретить в его интерьерных снимках.
Одной из самых известных работ Хорста считается фотография под названием «The Mainbocher Corset» (1939 год). До сих пор этот незабываемый образ используется различными дизайнерами, такими как Донна Каран, например, в качестве источника вдохновения при создании их собственных коллекций. Этот же образ позаимствовала Мадонна при съёмке своего клипа 1990 года на песню Vogue (режиссёр — Дэвид Финчер). Ещё одним известным примером работ мастера является фотопортрет 1942 года, на котором запечатлена Марлен Дитрих в задумчивости: эта работа стала классикой гламурного портрета. По отзывам актрисы, никто другой из фотографов так не белил кожу и не скрадывал даже малейшие недостатки фигуры.
В истории фотографии Хорст П. Хорст сыграл уникальную роль, став одним из родоначальников фэшн-фотографии и одним из создателей студийного ню в их современном виде.

## Публикации работ
Книги, в которых можно увидеть работы Хорста:
- Photographs of a Decade (1944);
- Patterns from Nature (1946);
- Vogue’s Book of Houses, Gardens, People (1968);
- Horst, His Work and His World (1984);
- Salute to the Thirties (A Studio Book) (1971);
- Horst — Sixty Years of Photography (1991);
- Horst: Interiors (1993);
- Horst P Horst: Magician of Lights (1997);
- Horst Portraits : 60 Years of Style (2001);
- Spezial Fotografie: Portfolio No. 24.